# Cucina irachena

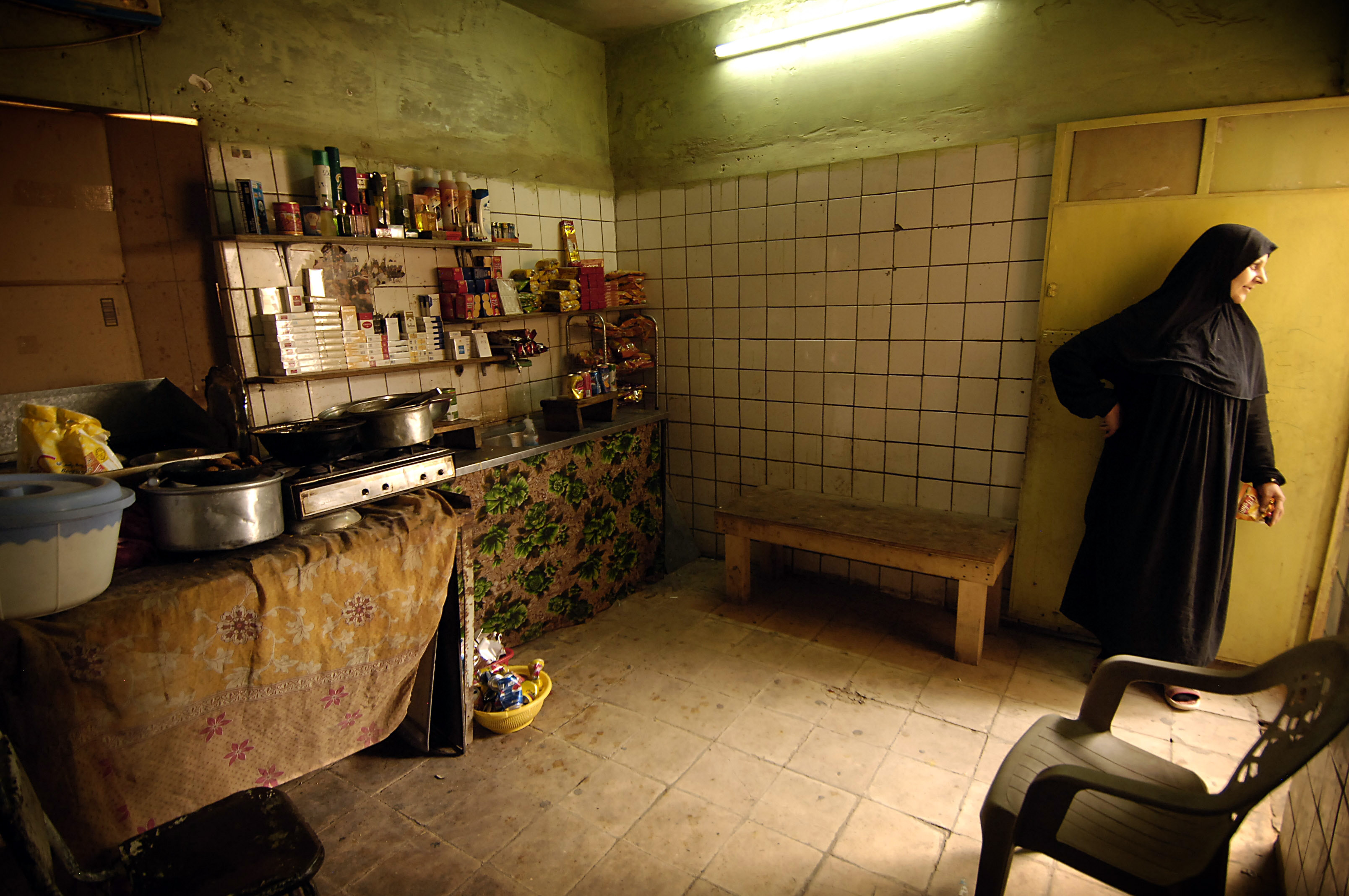
La cucina di una casa irachena

La cucina irachena, o cucina mesopotamica, è l'espressione culinaria dell'Iraq. Parte della cucina mediorientale, essa risulta così variegata tanto da essere motivo di orgoglio per gli iracheni. Essa risente delle influenze dalle cucine dei paesi vicini, come quella araba, greca, turca e persiana.

## Storia
La cucina irachena risulta essere tra le più antiche al mondo: già a partire dal 1600 a. C. le ricette babilonesi venivano trascritte su delle tavolette di argilla per mezzo di cuneiformi. Questi documenti sono oggi parte della Yale Babilonian Collection. Nell'antichità le civiltà mesopotamiche erano solite preparare le zuppe con la milza o altri organi di diversi animali, come daini, gazzelle o arieti. Ci sono giunte delle tavolette che descrivono dettagliatamente lo sgozzamento, lo spiumaggio o lo sventramento degli uccelli, che venivano in seguito preparati in svariati modi. La carne era generalmente tritata e stufata, per poi venir condita con aglio e un po' di sangue dell'animale.
Con la dominazione Abbaside la cucina mesopotamica raggiunse il suo massimo splendore. A corte vennero introdotti piatti vegetariani su consiglio dei medici del califfo, generalmente cristiani nestoriani, i quali li ritenevano forieri di benefici salutistici. L'uso delle spezie e i svariati tipi di stufati influenzarono le cucine dei paesi occupati dall'impero, come quella persiana.

## Caratteristiche generali
La cucina è parte integrante della vita sociale in Iraq. Essa spazia dai piatti di carne a quelli di pesce, per poi passare all'uso delle verdure più disparate, come fagioli verdi, gombi, fave, melanzane, pomodori e zucchine. Riso e pane sono gli alimenti base della dieta irachena, mentre la carne più utilizzata è quella di agnello.
Generalmente spetta alle donne cucinare in famiglia, nonostante a volte possano ricevere aiuto dai mariti. La colazione irachena è tipicamente leggera: solitamente questa è composta da pane, formaggio o uova, marmellata e sciroppo di datteri. Il pranzo, tipicamente consumato nel primo pomeriggio, è il pasto principale della giornata, mentre a cena si consumano gli avanzi del pranzo con della frutta oppure un sandwich. La guerra in Iraq ha cambiato inesorabilmente le abitudini alimentari della popolazione: gli iracheni hanno dovuto rinunciare a mangiare fuori per via della disastrosa situazione economica del paese, e alimenti come pesce o pollo sono diventati inaccessibili ai ceti meno abbienti.
A causa delle restrizioni imposte dalla religione islamica, la carne di maiale è assente dalla dieta irachena. Tuttavia l'alcol è legalmente venduto nel paese, e si producono vino, birra e arak, un distillato ottenuto dai datteri o dall'uva. Il tè è estremamente popolare, tuttavia si può trovare anche del caffè pur se in misura minore.

## Piatti principali

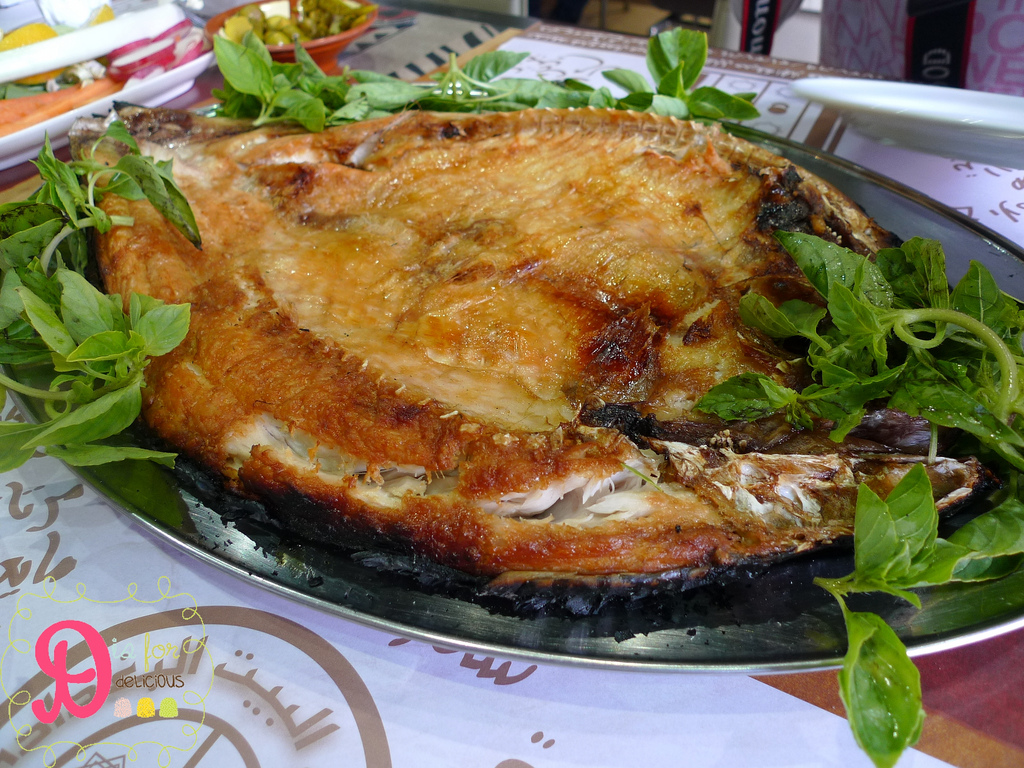
Il masgouf, piatto tradizionale iracheno

Un piatto tipicamente iracheno è il masgouf, caratterizzato da pesce di fiume cotto alla griglia, mentre il pacha è una zuppa a base di diverse parti della pecora o di altri animali. Il quizi è invece uno stufato di agnello con riso, mandorle, spezie e uva passa, mentre il turshi è un contorno a base di verdure in salamoia. Il lahma bi ajeen è un piatto di ispirazione europea, simile alla pizza italiana, importato in Iraq dalla comunità ebraica. Nella dieta irachena non mancano inoltre diversi tipi di kebab e i kubbeh, fagottini ripieni di carne macinata e fritti.
Un piatto di origine persiana presente nella zona è il fazanjun, a base di pollo, noci, succo di melograno, grasso, sale, zucchero e acqua. Il margat bamya è uno stufato di agnello e gombi accompagnato con del pane basso che viene versato sul riso bianco o sul bulgur. Il riso può essere un ingrediente del ripieno di molte specialità, come il dijai mahshi, ovvero del pollo o del tacchino ripieno di riso, frutta e noci condito con yogurt e cotto al forno, oppure i dolmah, involtini di verdure ripieni di riso e agnello e immersi in un brodo di pomodoro. La tahina è una salsa di condimento a base di pasta di sesamo. Il noomi basra è una spezia ricavata dalle limette sbollentate in acqua salata ed essiccate al sole. Tra i dolci tipici dell'area troviamo i klaycha at-Tamr, ovvero dei biscotti di datteri.

### La cucina ebraico-irachena
Gli ebrei iracheni hanno influenzato la cucina locale secondo i propri usi. Generalmente essi utilizzano l'olio, in particolare quello di sesamo, rispetto al ghi usato per lo più dai musulmani. Una loro specialità sono gli 'uruq, delle polpette di riso ripiene di carne e pesce con erbe aromatiche che vengono dapprima bollite e in seguito fritte. I sambusak, il cui nome è di origine persiana, sono invece dei fagottini ripieni di carne o formaggio.